# 50 canciones inmortales
50 canciones inmortales es un álbum recopilatorio de grandes éxitos del cantante chileno Lucho Gatica, lanzado en 2002.
En abril de 2008, la edición chilena de la revista Rolling Stone situó a este álbum como el 40.º mejor disco chileno de todos los tiempos.

## Lista de canciones
| 1. Más allá (al di la) 2. Ansiedad 3. Noche de ronda 4. Sufrir 5. Historia de un amor 6. Hasta siempre 7. Moliendo 8. Ahí va 9. Si me comprendieras 10. Bésame mucho 11. Pide 12. Total 13. Brumoso (Misty) 14. No sé qué pasa conmigo 15. La barca 16. Tú me acostumbraste 17. Fuego en el alma 18. Cada vez más 19. María Bonita 20. Una pena y un cariño 21. En nosotros 22. Uno 23. Encadenados 24. Voy a apagar la luz 25. Amor, qué malo eres | 1. Espérame en el cielo 2. Yo tengo un pecado nuevo 3. Canción de Orfeo 4. Volare (Nel blu dipinto di blu) 5. Enamorada 6. Angustia 7. Contigo en la distancia 8. Solamente una vez 9. Somos 10. Y... 11. Escríbeme 12. El reloj 13. Piel canela 14. Gracias 15. Creí 16. Yo vendo unos ojos negros 17. Sinceridad 18. Sabrá Dios 19. Come prima 20. Sabor a mí 21. Si no estás conmigo 22. Échame a mí la culpa 23. La puerta 24. Quiéreme 25. No me platiques |